# Епископ жички Јефрем
Јефрем Бојовић (световно Јеврем Бојовић; Мишевићи код Нове Вароши, 1851 — Чачак, 3. јун 1933) је био епископ шабачки 1920. и жички 1920-1933.

## Биографија
Рођен је у селу Мишевићи 1851. године као трећи син од оца Перута и мајке Раде. Старији је брат војводе Петра Бојовића. Његова породица је прешла 1867. године из Отоманског царства у Ивањицу где се једно време школовао. После основне школе, гимназију је завршио у Београду, а потом је 1870. уписао Богословију у Београду. После тога је наставио студије теологије у Москви на Московској духовној академији, завршио их је 1879. са степеном магистра богословља. Вратио се после тога у Београд где је постављен за суплента Богословије, где је предавао општу историју, богословље и психологију са логиком. Положио је професорски испит 1881. године, а потом завршио постдипломске студије у Немачкој.
Службовао је као професор Богословије 31 годину и предавао литургику, руски језик, канонско право, апологетику и науку хришћанску. Хонорарно је предавао веронауку у Првој и Трећој београдској гимназији и у стручним школама. Пензионисан је 1911. године. Заједно са својом браћом Луком и Петром прешао је пешке преко Албаније током Првог светског рата.
Замонашио се 28. фебруара 1920. године у манастиру Раковица. У чин јерођакона и чин јеромонаха посвећен је 29. фебруара и 1. марта исте године. За епископа шабачког посвећен је 8. марта 1920. у Саборној цркви у Београду. Када се упразнио трон епархије жичке одласком Николаја за епископа охридског, Јефрем је 17. новембра 1920. премештен на то место.
За живота је изабран за почасног грађанина Чачка. Носилац је Ордена Светог Саве првог степена. Сачинио је тестамент 1931. године којим је оставио у добротворне сврхе 50.000 динара манастиру Студеници и фонду за подизање храма Светог Саве у Београду највеће суме, а нешто мање другим манастирима, црквама, добротворним друштвима и сиромашним ученицима.
Преминуо је 3. јуна 1933. године у Чачку. Сахрањен је у манастиру Студеница. После његове смрти седиште жичке епархије је премештено из Чачка у манастир Жичу.